# Bob Shamansky
Robert Norton „Bob“ Shamansky (* 18. April 1927 in Columbus, Ohio; † 11. August 2011 in Bexley, Ohio) war ein US-amerikanischer Politiker. Er war als Vertreter der Demokratischen Partei von 1981 bis 1983 für eine Wahlperiode Abgeordneter im Repräsentantenhaus der Vereinigten Staaten.

## Leben
Shamansky wurde 1927 in Columbus geboren. Im Jahr 1947 schloss er die Ohio State University ab und 1950 die Harvard Law School. Anschließend bekam er seine Zulassung als Anwalt. Von 1950 bis 1952 war er zudem Mitarbeiter im Counter Intelligence Corps der US Army.
Shamansky kandidierte 1966 erstmals für einen Sitz im Repräsentantenhaus der Vereinigten Staaten, verlor die Wahl aber gegen den republikanischen Amtsinhaber Samuel L. Devine. 14 Jahre später, im Jahr 1980, forderte Shamansky Devine erneut heraus und gewann diesmal die Wahl. Er war der erste Demokrat seit 1939, der diesen Distrikt repräsentierte. Im 97. Kongress war er Mitglied im House Foreign Affairs Committee und im Science and Technology Committee.
Nach einer Neueinteilung von Shamanskys Wahlbezirk im Jahr 1982, als seinem Distrikt ein großer Teil des republikanisch geprägten 17. Distriktes zugesprochen wurde, verlor er die nächste Wahl und seinen Sitz im Repräsentantenhaus. Sein Nachfolger wurde der spätere Gouverneur von Ohio, John Kasich. Im Jahr 2006 kandidierte er nochmals für den Sitz, verlor diese Wahl aber gegen Pat Tiberi.
Im August 2011 starb Shamansky im Alter von 84 Jahren.